# Almogía
Almogía est une commune de la province de Malaga dans la communauté autonome d'Andalousie en Espagne.
La commune de Almogía appartient à la comarque de la Vallée du Guadalhorce. Sa situation privilégiée dans la région l'a convertie en un point stratégique pendant tout le Moyen Âge tant pour les Maures que pour les Chrétiens; c'est la raison pour laquelle son patrimoine est un mélange de cultures, vous vous en rendrez compte en visitant le château de Huns-Xan-Biter et la Tour de la Vela. Almogía est également le lieu d'origine de l'un des styles de verdiales les plus remarquables du folklore et du patrimoine immatériel de la Costa del Sol.

## Histoire
L'église de Nuestra Señora de la Asunción est l'ensemble le plus remarquable de Almogía. Elle a été construite au XVIe siècle et restaurée après le tremblement de terre au XIXe siècle. La chapelle du Santo Cristo a également été réformée à cause de ce tremblement de terre. C'est dans cette chapelle que vous pourrez contempler une belle peinture d'un Christ Crucifié.

## Démographie
| 2001  | 2005  |
| ----- | ----- |
| 4 201 | 4 313 |